# Clément d'Antibes
Clément d'Antibes, né en Algérie, de son vrai nom Clément Tomaszewski, est considéré comme étant un fidèle supporter de l'équipe de France de football.

## Biographie
Il est né en Algérie, d'un père polonais engagé dans la Légion étrangère et d'une mère espagnole. Sa passion pour l'équipe de France date de 1982 lorsqu'il voit le premier match, un France-Angleterre. Il était souvent accompagné d'un coq nommé Balthazar.
En novembre 2004, il crée une charte nommée "Clément d'Antibes Association" sous forme d'acrostiche (les lettres forment le slogan "ALLEZ LA FRANCE") que les adhérents doivent respecter sous peine d'une "exclusion immédiate et définitive". 